# Corynofrea rubra
Corynofrea rubra là một loài bọ cánh cứng trong họ Cerambycidae.